# الصبغه العليا (أفلح اليمن)

تعديل مصدري - تعديل

الصبغه العليا هي إحدى قرى عزلة الجوان والقطابية بمديرية أفلح اليمن التابعة لمحافظة حجة، بلغ تعداد سكانها 48 نسمة حسب تعداد اليمن لعام 2004.